# Монастырь Богородицы Хрисолеонтисса
Монастырь Богородицы Хрисолеонтисса (греч. Μονή Παναγίας της Χρυσολεοντίσσης), именуется также Монастырь Успения Пресвятой Богородицы Хрисолеонтисса (греч. Μονή Κοιμήσεως Θεοτόκου Χρυσολεοντίσσης) — греческий православный женский монастырь, расположенный на острове Эгина, Греция. Находится в 8 км от портового города Эгина и 3 км от монастыря Святой Троицы — Святого Нектария. Современный монастырь основан в 1600—1614 годах. Известен старинной чудотворной иконой Богородицы Хрисолеонтисса.

## История
Согласно местной традиции, первоначально монастырь, бывший мужским, находился у прибрежной деревни Леонтий (греч. Λεόντι), около городка Сувала на севере острова. После трех разрушений монастыря пиратами, монахи решили перенести монастырь в центр острова, взяв с собой икону Богородицы Хрисолеонтисса. По преданию, место для постройки монастыря было выбрано Богородицей.
Монастырь был основан в 1600—1614 годах на месте более раннего монастыря, построенного в 1403 году и впоследствии разрушенного пожаром. Новый монастырь стал ставропигиальным, имел большое состояние и владел 3/4 территории острова Эгина, а также небольшим островом.
В 1808 году был построен существующий собор монастыря в честь Успения Богородицы на месте более раннего, разрушенного пожаром.
В годы Греческой революции (1821 год) монастырь оказывал грекам финансовую и моральную поддержку. После окончания революции монастырь продолжил своё существование и получил в качестве подворья разрушенный монастырь Фанероменис на острове Саламин, но впоследствии монастырь потерял свои владения.
В 1935 году монастырь был обращён в женский. В него были переведены пять монахинь из близлежащего монастыря Святой Троицы.

## Описание

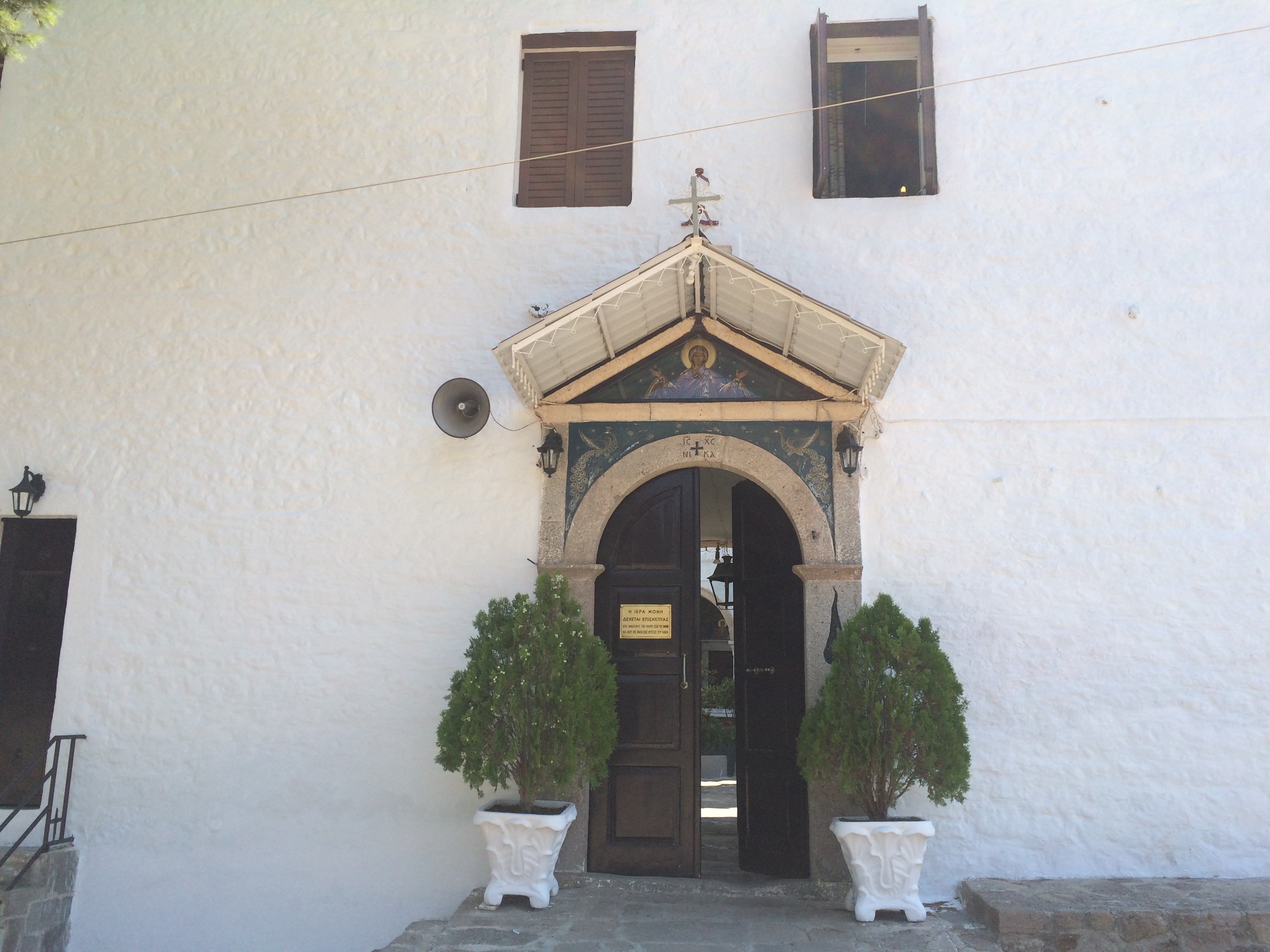
Вход во внутренний двор монастыря

Монастырский комплекс — квадратный в плане и имеет вид крепости. Собор монастыря представляет собой трехнефную базилику и посвящён Успению Богородицы, святому Дионисию и святому Харалампию. Резной деревянный иконостас изготовлен в 1814 году и содержит сюжеты из Ветхого Завета, изображения ангелов и евангелистов.
Слева от иконостаса находится икона Богородицы Хрисолеонтисса в серебряном окладе. Икона предположительно датируется XV - XVI веком. Перед этой иконой при посещении монастыря молился святитель Нектарий Эгинский.   
Слева от входа в собор стоит 20-ти метровая квадратная башня, сооруженная в 1403 году для защиты от пиратов.      
Монастырю принадлежат шесть часовен: апостолов Петра и Павла, святого Афанасия, святого Нектария, апостола Андрея, святого Леонтия и святой Марии Магдалины.